# Stiatico
Stiatico (Stiâdg in dialetto bolognese settentrionale) è una frazione del comune italiano di San Giorgio di Piano nella città metropolitana di Bologna, in Emilia-Romagna.
La frazione di Stiatico dista 3,33 chilometri dal medesimo comune di San Giorgio di Piano di cui essa fa parte.
Del comune di San Giorgio di Piano fanno parte anche le frazioni o località di Case sparse, Cinquanta (2,89 km) e Gherghenzano (3,61 km).
Stiatico sorge a 27 metri sul livello del mare.

## Economia
Nei pressi di Stiatico è situato l'Interporto di Bologna, uno dei più importanti d'Italia a livello economico, di area e transito di merci.

## Sport

### Calcio
A Stiatico è presente dal 2018 una squadra dilettantistica di calcio, lo Stiatico Calcio 97. I suoi colori sociali sono il giallo e il verde.

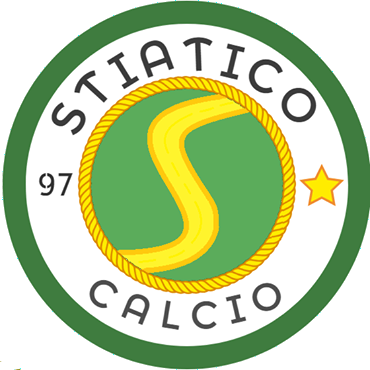
Stemma dello Stiatico Calcio 97